# Niskasaari (ö i Norra Österbotten, Koillismaa, lat 65,76, long 28,95)
Niskasaari är en ö i Finland. Den ligger i sjön Käsmäjärvi och i kommunen Kuusamo i den ekonomiska regionen  Koillismaa ekonomiska region  och landskapet Norra Österbotten, i den nordöstra delen av landet, 600 km norr om huvudstaden Helsingfors. Öns area är 1,6 hektar och dess största längd är 200 meter i öst-västlig riktning.